# Johann Richard Eberhard

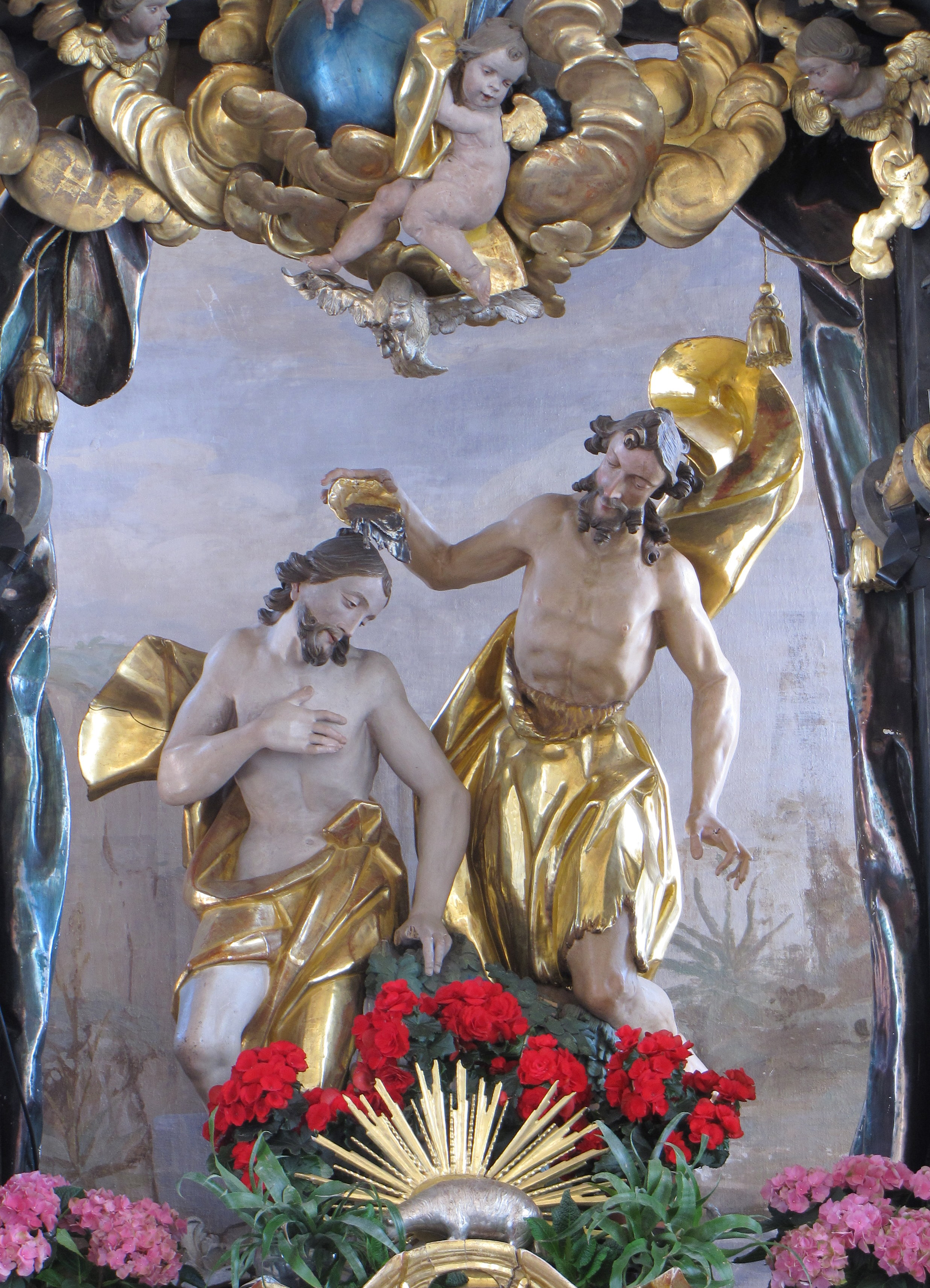
Taufgruppe im Hochaltar der Pfarrkirche Bernbach

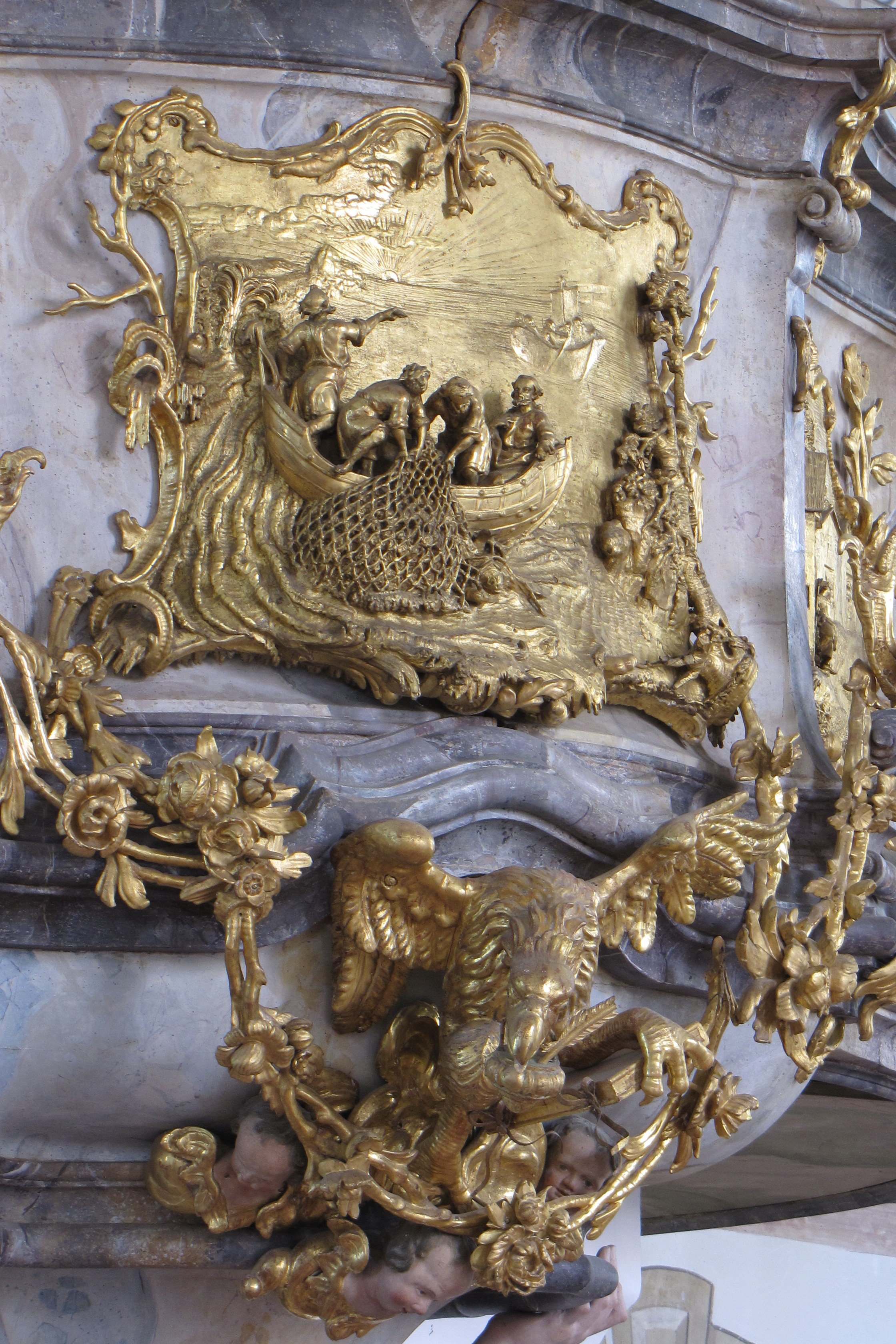
Detail in der Kanzel der Wallfahrtskirche Maria-Rain

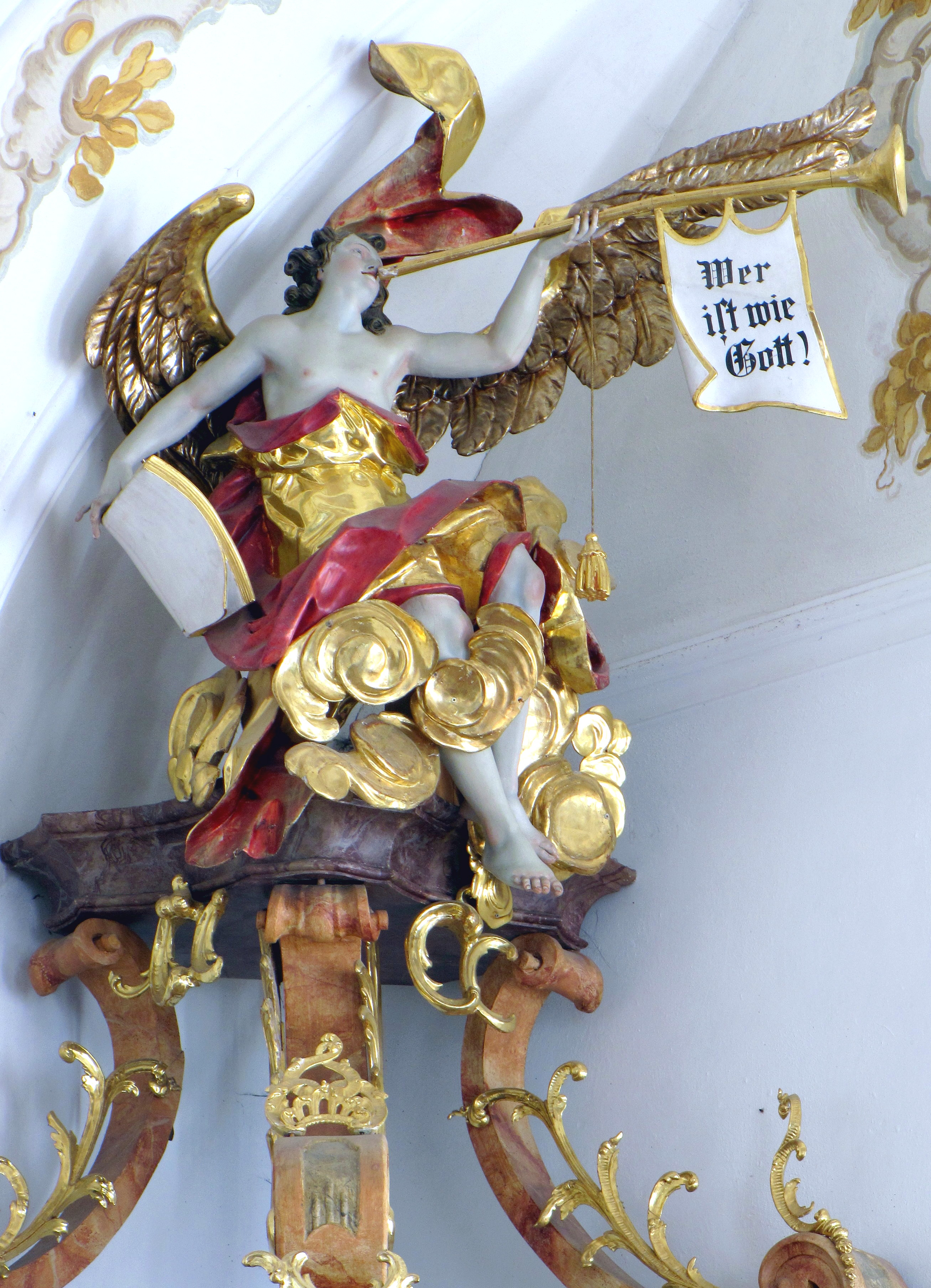
Posaunenengel als Kanzelbekrönung in der Kirche von Mittelberg

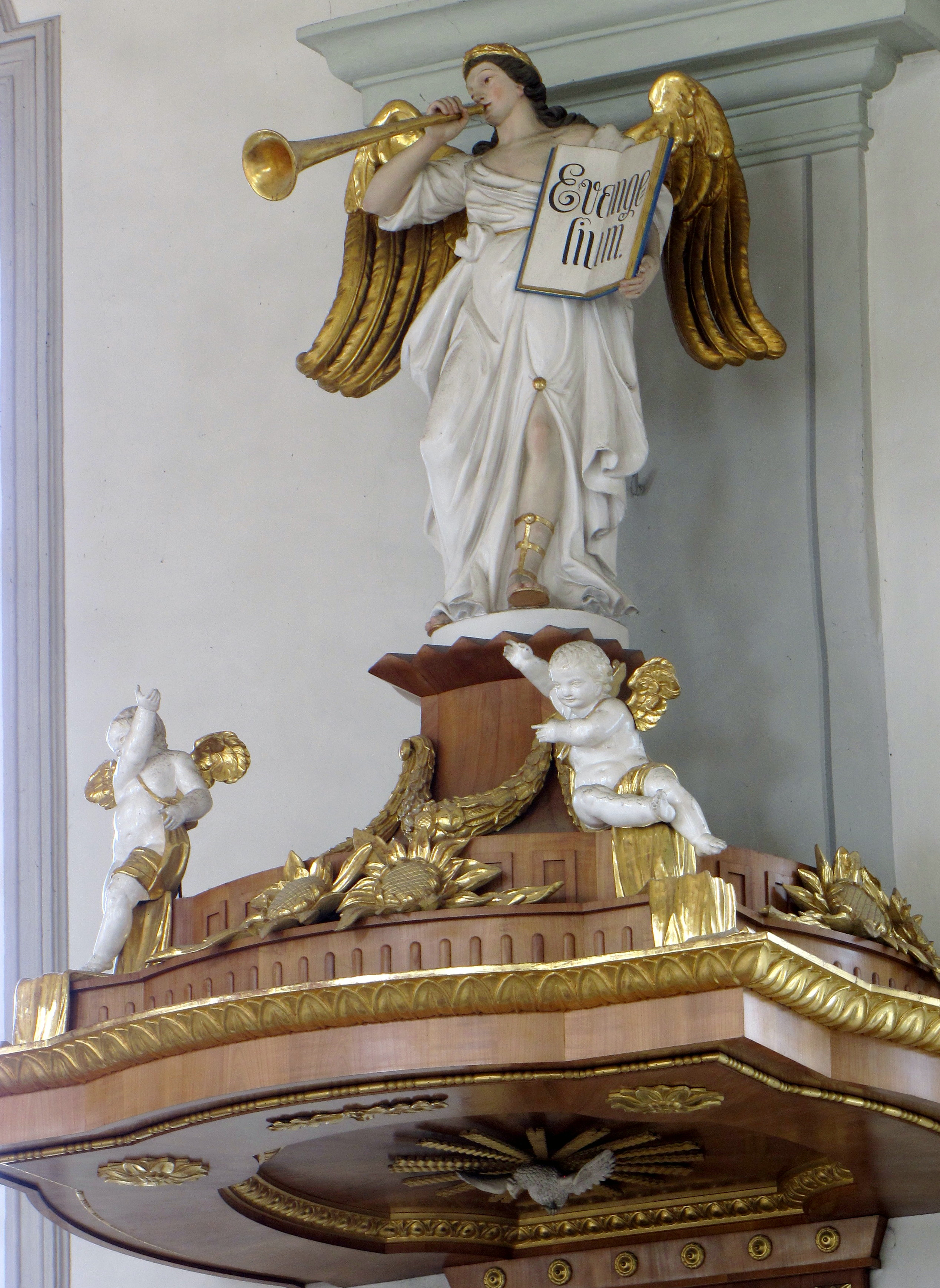
Posaunenengel als Kanzelbekrönung in der Kirche von Weiler

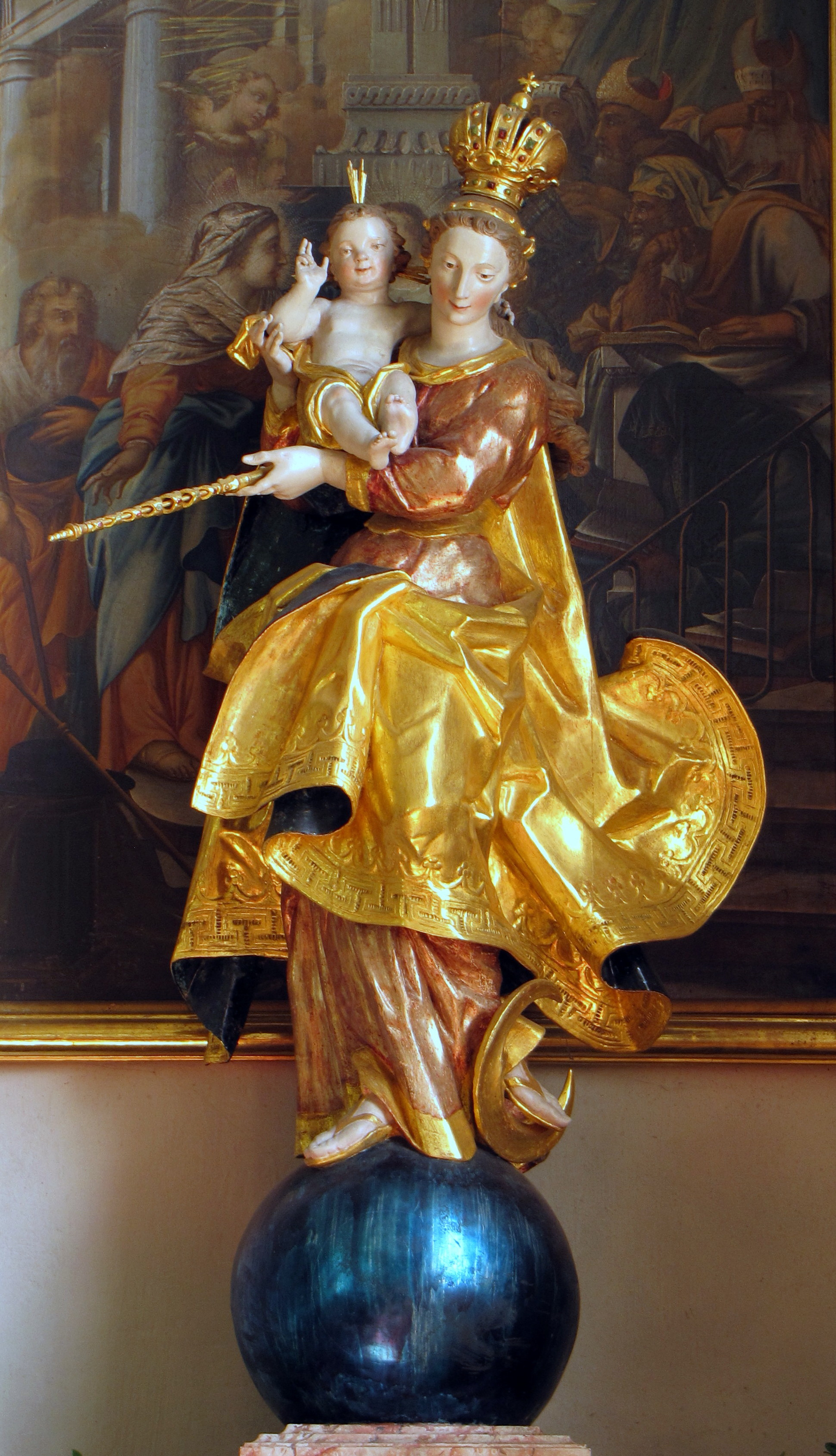
Madonna am rechten Seitenaltar der Kirche von Elmen

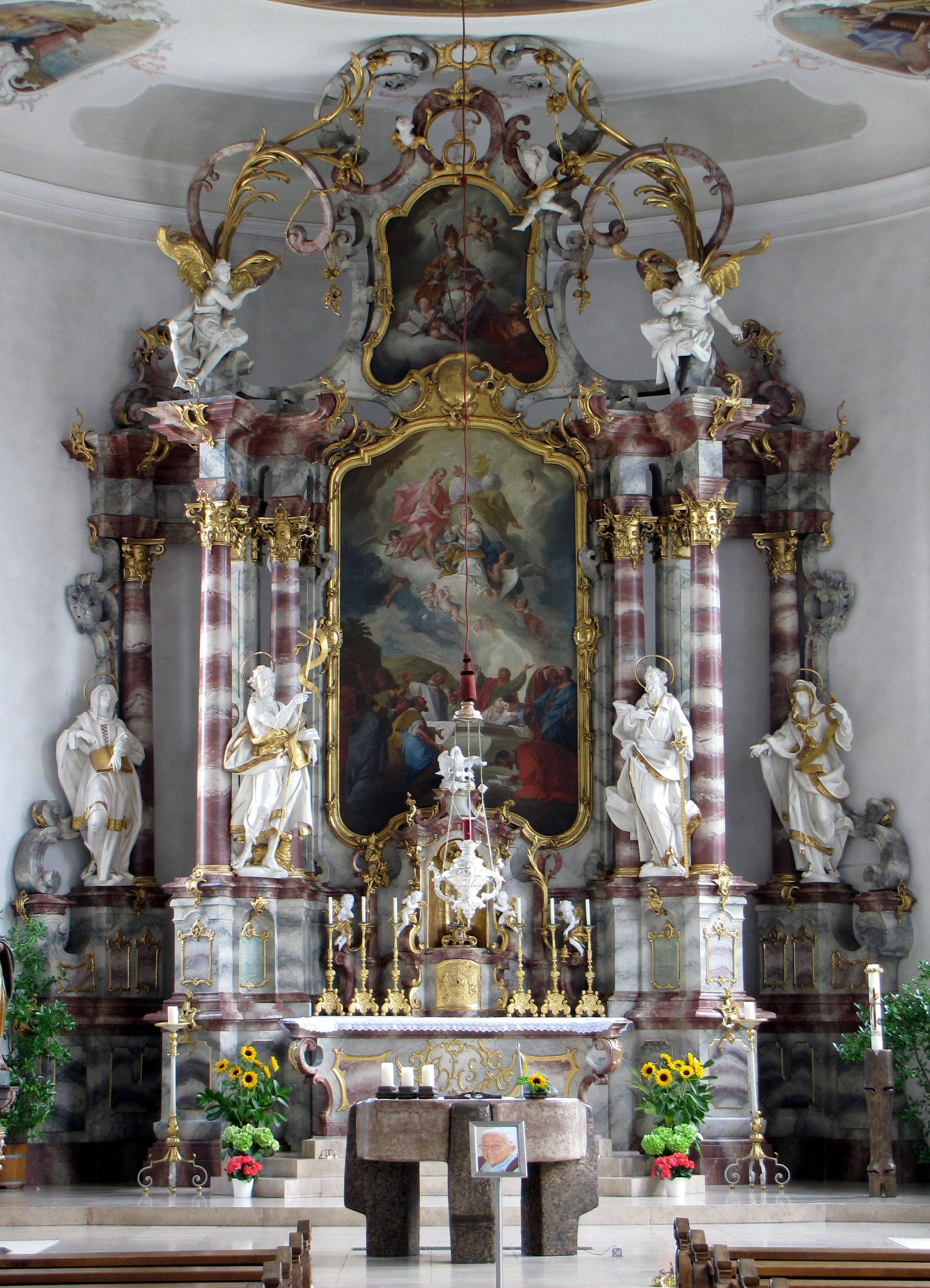
Hochaltar der Kirche in Eglofs

Johann Richard Eberhard (* 3. April 1739 in Hindelang; † 6. Juli 1813 in Hindelang) war ein süddeutscher Rokokobildhauer, der sich gegen Ende des 18. Jahrhunderts dem Klassizismus zuwandte, ohne jedoch Klassizist zu werden. Er war „ein liebenswürdiger Charakter und ein achtungswerter Künstler zugleich, der in seinem Fache seine Landsleute im Allgäu überflügelte“. 
Als Sohn des Bildhauers Melchior Eberhard und als Vater von Franz Xaver und Konrad Eberhard bildete er das „Mittelglied“ von drei Bildhauergenerationen.

## Leben
Über die frühen Lebensjahre von Johann Richard Eberhard gibt es keine gesicherten Nachrichten. Gewiss jedoch lebten die Eberhards in bescheidenen Verhältnissen. Neben der Bildhauerei betrieben sie auch noch eine kleine Landwirtschaft, so wie das damals üblich war. Seine erste Ausbildung als Bildhauer wird Johann Richard beim Vater erhalten haben. Erstmals erscheint sein Name 1759 im Zusammenhang mit einer Arbeit seines Vaters für die Pfarrkirche St. Verena in Fischen. Dort erhielt er als dessen Geselle ein stattliches Trinkgeld von 4 Gulden 49 Kreuzer. 
Laut Aufnahmeprotokoll vom 8. Oktober 1764 war Johann Richard Eberhard einige Jahre später als Schüler der Akademie in Wien eingetragen und arbeitete dort gleichzeitig beim Bildhauer Franz Sattler. In die Heimat zurückgekehrt, heiratete er am 17. November 1766 die sieben Jahre ältere Veronika Hengg aus Nesselwängle, also eine Tirolerin. Nach einem von „unermüdetem Fleiß“ und rastloser Arbeit geprägten Leben starb Johann Richard Eberhard am Morgen des 6. Juli 1813 an einer „Nervenkrankheit“. 

## Künstlerische Entwicklung als Bildhauer
Ein solides handwerkliches Rüstzeug konnte sich Eberhard bereits beim Vater erwerben. Denn dieser hatte eine vorzügliche Ausbildung als Bildhauer erhalten. Bislang nicht nachweisbare, nur aus dem Werk ersichtliche Verbindungen muss es überdies zum Füssener Bildhauer Anton Sturm und zu den Augsburger Brüdern Verhelst gegeben haben. Deutlich wird auch immer wieder der Einfluss Georg Raphael Donners auf den jungen Hindelanger während dessen Aufenthalts in Wien („klassisches Profil“ seiner Figuren). Seine besten Arbeiten schuf Johann Richard Eberhard noch bis in die Zeit nach 1780 im Stil des voll erblühten Rokoko. Sie zeichnen sich unter anderem durch eine ausgeprägte Detailliebe aus. Besonderes Augenmerk legt Eberhard auf die sorgfältige Ausarbeitung der Haare, der Gewandstrukturen und der Attribute. Eigenwillige, zum Teil überraschend weit ausschwingende Gewanddrapierungen kennzeichnen außerdem seine Figuren. Geradezu meisterhaft beherrschte er auch die feine und detailreiche Ausführung von Reliefs – eine Kunst, die auch von seinen Söhnen übernommen wurde. 
Offenbar fiel es dem im Rokoko geschulten Bildhauer nicht leicht, sich dem aufkommenden Klassizismus anzugleichen oder gar völlig zu unterwerfen. Erst seine späten Arbeiten, ab etwa 1790, zeigen die zunächst noch zögerliche Hinwendung zum neuen Kunststil. Schließlich aber schaffte er die Umstellung doch noch. Seine Söhne, die schon bald in der Werkstatt mitwirkten, hatten mit der Stilwende offenbar kein Problem. Auch sein Schüler Nikolaus Weiß wurde rasch zum Klassizisten. 

## Altar- und Kanzelentwürfe
Dass Johann Richard Eberhard auch Altäre und Kanzeln entworfen hat, ist durch einige erhaltene Verträge, Rechnungen und Pläne hinreichend dokumentiert. Aus diesem Grund konnte ihm auch eine ganze Reihe weiterer Entwürfe durch Stilvergleich zugeschrieben werden. Sowohl seine Altäre wie auch die Kanzeln zeichnen sich durch einige typische Merkmale aus. Sie sind ausgewogen in der Form und meist reich verziert. Die reinen Schreinerarbeiten überließ Eberhard in aller Regel einem einheimischen Kunsthandwerker. 
Eine Sonderstellung im Schaffen des Hindelanger Meisters nimmt sein Choraltar von 1795 für seine heimatliche Pfarrkirche ein. In Zusammenarbeit mit seinen beiden Söhnen schuf Eberhard ein klassizistisches Meisterwerk, das leider nur noch in Bruchstücken erhalten ist.

## Werkverzeichnis (Auswahl)
Archivalisch belegte Werke sind durch den Zusatz (arch.) gekennzeichnet. Bei allen anderen Arbeiten handelt es sich um Zuschreibungen. Standort ist in aller Regel die jeweilige Pfarrkirche oder Kapelle.
- 1758/1759: Sonthofen; Arbeiten am Hochaltar der Pfarrkirche (arch.)
- 1759/1760: Ofterschwang; Hochaltarentwurf, Hochaltarfiguren
- 1762: Maria-Rain (Gem. Oy-Mittelberg); Kanzelreliefs
- 1765 oder 1770(?): Sonthofen; Kanzelentwurf (?) und Kanzelplastik (?)
- 1769 (?): Petersthal (Gem. Oy-Mittelberg); Hochaltarentwurf und Hochaltarplastik
- 1769/1770: Vorderburg (Gem. Rettenberg); Hochaltarentwurf (arch.)
- 1769: St. Michael, Mittelberg; Kanzelentwurf und Kanzelplastik
- 1769/1770: Wertach; Tabernakel (arch.)
- Um 1770 (?): Maria-Rain (Gem. Oy-Mittelberg); Arbeiten am Hochaltar
- Um 1770: Nürnberg, Germanisches Nationalmuseum; Hl. Sebastian
- Um 1770: Bad Oberdorf (Gem. Bad Hindelang); zwei Reliquienpyramiden, aus Hindelang stammend
- 1770/1771: Sonthofen; Entwurf (?) und Figuren der Seitenaltäre (arch.)
- Um 1770/1780: Schattwald (Tirol); Schnitzgruppe der Taufe Christi
- 1770/1780: St. Gallus, Gestratz; Kanzelentwurf und Kanzelplastik
- Um 1770/1780: Denklingen; Entwurf der drei Altäre, Altarplastik und Einzelfiguren (arch.)
- 1773: Immenstadt; Entwurf der Mariensäule (arch.)
- 1774: Bichlbach (Tirol); Pfarrkirche, Kanzel
- Um 1775: Bach-Stockach (Tirol); Altar- und Kanzelentwürfe, Figurenausstattung
- 1776: Altdorf (Gem. Biessenhofen); Tabernakel
- 1776 bis 1780: St. Johannes Baptist (Bernbach) (Gem. Bidingen); Entwurf der drei Altäre und der Kanzel, zugehörige Bildhauerarbeiten (arch.)
- Um 1777: Hüttenberg (Gem. Ofterschwang); Altarentwurf und Altarplastik
- 1779: Vorderburg (Gem. Rettenberg); Entwurf der Seitenaltäre und der Kanzel, zugehörige Bildhauerarbeiten (arch.)
- 1779: Aach im Allgäu (Gem. Oberstaufen); Hochaltarentwurf und Hochaltarplastik
- 1779 bis 1795: Lindenberg, Aureliuskirche; Altarentwürfe, Tabernakel, mehrere Figuren, Kanzeldeckel (alles arch.)
- 1780: Thalkirchdorf (Gem. Oberstaufen); Hochaltarfiguren
- Um 1780: Eglofs (Argenbühl) (Gem. Argenbühl); Hochaltarentwurf, Tabernakel, Hochaltarplastik
- Um 1780: Bach-Schönau (Tirol); sitzende, bekleidete Madonna
- Um 1780: Opfenbach; Seitenaltarplastik am Altar der Annabruderschaft
- 1784: Elmen (Tirol); Madonna (arch.)
- 1785: Gestratz; Madonna (arch.)
- Um 1785: Röthenbach; Muttergottesfigur
- Um 1785: Häselgehr (Tirol); Fronleichnamsaltärchen
- Um 1790: Grünenbach; Kanzelentwurf und Kanzelplastik
- Um 1790: Scheffau (Gem. Scheidegg); Kanzelentwurf und Kanzelplastik
- Um 1790: Niedersonthofen; Kreuzigungsgruppe am Hochaltar
- 1791/1792: Sonthofen; Nebenaltäre im Chor samt Plastik (arch.), nur zum Teil und an anderem Ort erhalten
- 1792: Dietmannsried; Kreuzigungsgruppe, aus Sonthofen erworben (arch.)
- 1793: Grän (Tirol); Hochaltar- und Kanzelentwurf
- 1793: St. Johannes Baptist (Bad Hindelang); „Ausschmückung“ der beiden Seitenaltäre (arch.)
- 1795: Bad Hindelang; Hochaltarentwurf und Bildhauerarbeiten am Hochaltar (arch.), nur fragmentarisch erhalten
- 1795: Taufkirchen; Taufgruppe (arch.) aus Hindelang
- 1797: Weiler; Kanzelentwurf (?), Posaunenengel und zwei Putten
- 1798/1799 (?): Lechbruck am See; Entwurf der beiden Seitenaltäre, Altarplastik am Antoniusaltar
- 1799: Scheidegg; Planung der Altarausstattung, Altarplastik (arch.), nur zum Teil erhalten
- Um 1800: Ortwang (Gem. Burgberg); Altarentwurf und zwei Putten
- Um 1800: Tannheim (Tirol); Hochaltar-Antependium (arch.)
- Um 1800: St. Leonhard und Wendelin, Hochweiler (Gem. Sonthofen); Altarentwurf (?), Altarfiguren
- 1805: Hinterstein (Gem. Bad Hindelang); Altarentwürfe (?), Kanzelentwurf, Altarfiguren (teils arch.)